# Aleksandr Alekseev
Aleksandr Aleksandrovič Alekseev, noto anche colla francesizzazione Alexandre Alexandrovitch Alexeieff (in russo Александр Александрович Алексеев?; Kazan', 18 aprile 1901 – Parigi, 9 agosto 1982), è stato un regista russo operante in Francia.
Nel cinema d'animazione inventò la tecnica dello schermo di spilli: le immagini nascono su una superficie fitta di teste di spilli, disposte a diversa altezza e variamente illuminate da luce radente. 
Fra le sue realizzazioni più famose:
- Una notte sul Monte Calvo (1933-34)
- Quadri di un'esposizione (1971)